# Agua Dulce (Californie)
Pour les articles homonymes, voir Agua Dulce.
La ville d'Agua Dulce est une zone non-incorporée dans le comté de Los Angeles, en Californie (États-Unis). Elle compte environ 4 000 habitants.

## Démographie

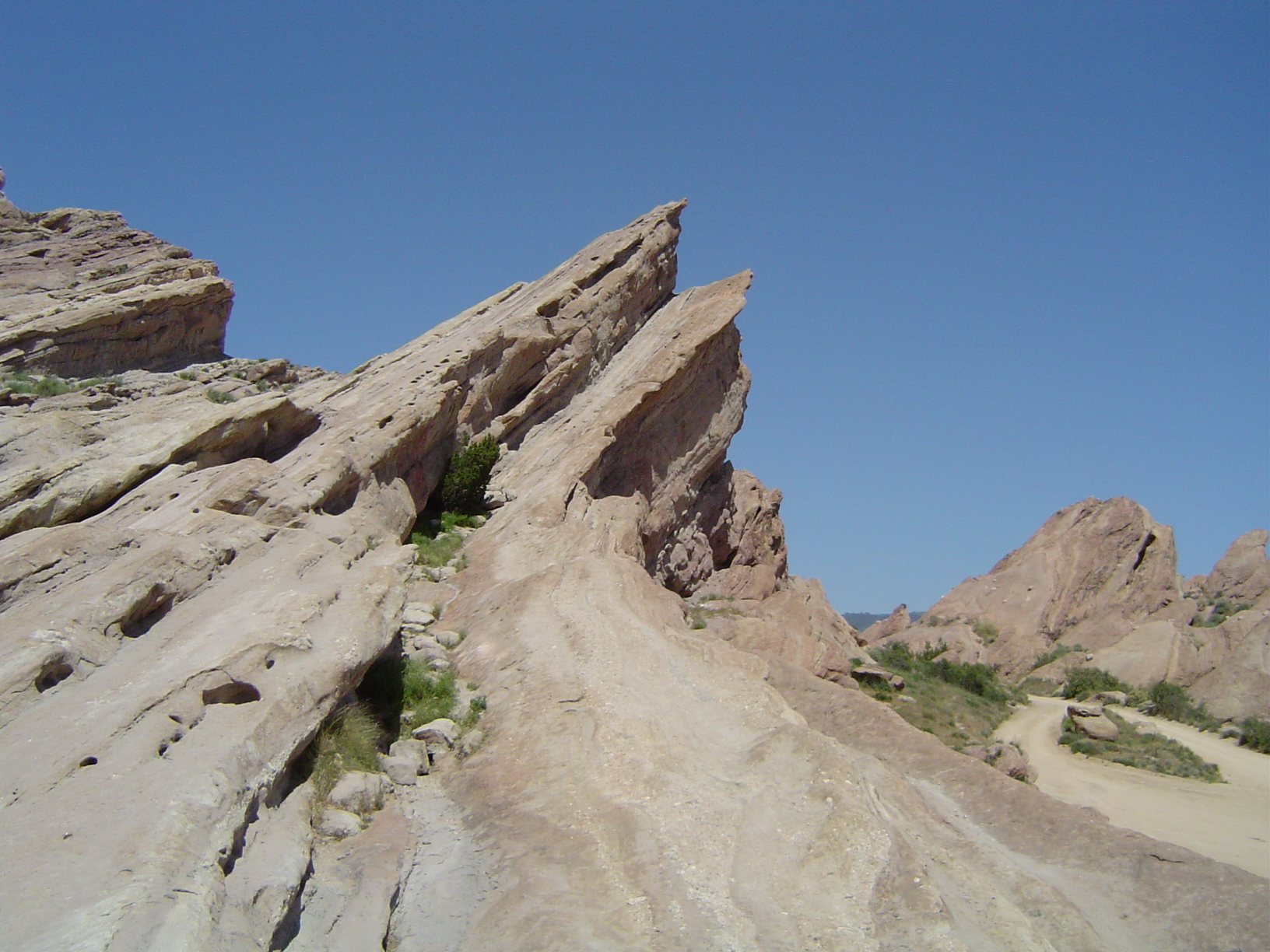
Vasquez Rocks à proximité d'Agua Dulce.

| 2000  | 2010  | - | - |
| ----- | ----- | - | - |
| 3 012 | 3 342 | - | - |

## Dans la culture populaire
L'action du film Nope, réalisé par Jordan Peele, se déroule à Agua Dulce. 